# Ребейроль, Поль
Поль Ребейроль (фр. Paul Rebeyrolle; 3 ноября 1926, Эмутье — 7 февраля 2005, Будревиль, Бургундия) — французский художник и скульптор, живописец и график.

## Биография
Поль Ребейроль родился 3 ноября 1926 года в Эмутье, в Верхней Вьене. Его родители, Жан Ребейроль и Мари Энсерге, работали учителями в Эмутье.
В детстве (1931—1936) он перенес туберкулез костей, что привело к длительным периодам неподвижности. Ребейроль закончил среднюю школу Гей-Люссака в Лиможе и получил степень бакалавра философии. В октябре 1944 года, в возрасте 18 лет, Поль  переезжает жить и работать в Париж.
В 1951 году состоялась первая персональная выставка Ребейроля в Galerie Drouant-David и вышла первая монография (опубликованная издательством Presses Litteraires de France).
В этом же году художник получил премию «Фенеона», что позволило ему поехать в Испанию, чтобы посетить музей Прадо.
Недолгое время художник был членом Французской коммунистической партии (в конечном итоге он порвал с партией из-за событий, связанных с Венгерским восстанием 1956 года).
Искусство Ребейроля часто связано с пейзажем, но отмечено экспрессией и страстным натиском.
В свое время он получал одобрение и поддержку от Франсуа Пино, Жан-Поль Сартра, Мишеля Фуко и ряда других заметных персон своего времени.
В 1995 году во Франции открыт собственный музей художника Поля Ребейроля — «Espace Paul Rebeyrolle», расположенный недалеко от места его рождения, в Эмутье (в 30 милях к востоку от Лиможа).

## Музейные коллекции
- Британская галерея Тейт. (Лондон)[7].
- Чикагский институт искусств. (Чикаго)[8].
- Монреальский музей изящных искусств. (Монреаль)[9]

## Фильмография
- Gérard Rondeau, Rebeyrolle ou le journal d’un peintre, Sodaperage, éd. RMN, collection Centre national des arts plastiques, 2006 (présentation et extrait en ligne).